# انانیلیها
انانیلیها (به لاتین: Enaniliha) یک منطقهٔ مسکونی در ماداگاسکار است که در توآلانارو واقع شده‌است. انانیلیها ۱۱۶ کیلومتر مربع مساحت و ۲٬۰۰۰ نفر جمعیت دارد و ۱۶۵ متر بالاتر از سطح دریا واقع شده‌است.